# Ти ен Ти
 Тази статия е за норвежката музикална група.  За кабелната мрежа вижте Ти Ен Ти.  
Ти ен Ти (на норвежки: TNT) е норвежка хард и хеви група от Трондхайм, създадена през 1982 г. Групата преминава през многобройни промени в състава след създаването си. Китаристът Рони ле Текрø е единственият постоянен неин член. TNT са продали между 4 – 5 милиона албума по целия свят към 2016 г.

## Членове на групата

### Настоящи
- Рони Ле Текрьо (китара, китарен синтезатор)
- Дизел Дал (барабани, 1982 – 1988, 2000 – настояще)
- Баол Бардо Булсара (вокали, 2017 – настояще)
- Роджър Гилтън (клавишни, 2011 – настояще)
- Уве Хусемоен (бас, 2016 – настояще)

### Бивши
- Даг Ингебригцен (вокали, ритъм китара, 1982 – 1984)
- Стейнар Ейкум (бас, 1982 – 1983)
- Морти Блек (бас, синтезатор, 1983 – 2005)
- Тони Харнел (вокали, 1984 – 2006, 2016 – 2017)
- Мортен Скагет (барабани, 1988 – 1989)
- Джон Макалузо (барабани, 1990 – 1992)
- Фроде Хансен Ламьой (барабани, 1996 – 2000)
- Даг Стоке (клавишни, 2000 – 2011)
- Сид Рингсби (бас, 2005 – 2006)
- Виктор Борге (бас, 2006 – 2015)
- Тони Милс (вокали, 2006 – 2013)

### Гост музиканти
- Даг Щоке – клавишни, беквокали (1987 – 1992, 1996 – 2011; починал 2011 г.)
- Фроде Ламьой - барабани (1996 – 2000)
- Роджър Гилтън – клавишни, беквокали (2011 – настояще)

| 1982 | TNT                        | PolyGram             |
| 1984 | Knights of the New Thunder | PolyGram             |
| 1987 | Tell No Tales              | PolyGram             |
| 1989 | Intuition                  | PolyGram             |
| 1992 | Realized Fantasies         | Atlantic Records     |
| 1997 | Firefly                    | Norske Gram          |
| 1999 | Transistor                 | Norske Gram          |
| 2004 | My Religion                | MTM                  |
| 2005 | All the Way to the Sun     | MTM                  |
| 2007 | The New Territory          | Bonnier Amigo        |
| 2008 | Atlantis                   | Bonnier Amigo        |
| 2010 | A Farewell to Arms         | TNT Records          |
| 2018 | XIII                       | Frontiers Music Srl. |